# Pieścirogi Stare (gromada)
Pieścirogi Stare (pod koniec Stare Pieścirogi) – dawna gromada, czyli najmniejsza jednostka podziału terytorialnego Polskiej Rzeczypospolitej Ludowej w latach 1954–1972.
Gromady, z gromadzkimi radami narodowymi (GRN) jako organami władzy najniższego stopnia na wsi, funkcjonowały od reformy reorganizującej administrację wiejską przeprowadzonej jesienią 1954 do momentu ich zniesienia z dniem 1 stycznia 1973, tym samym wypierając organizację gminną w latach 1954–1972.
Gromadę Pieścirogi Stare z siedzibą GRN w Pieścirogach Starych (w obecnym brzmieniu Stare Pieścirogi) utworzono – jako jedną z 8759 gromad na obszarze Polski – w powiecie pułtuskim w woj. warszawskim, na mocy uchwały nr VI/10/17/54 WRN w Warszawie z dnia 5 października 1954. W skład jednostki weszły obszary dotychczasowych gromad Chlebiotki, Kosewo, Konary, Siennica, Mogowo, Morgi, Mokrzyce Dworskie, Mokrzyce Włościańskie, Malczyn, Pieścirogi Stare, Pieścirogi Nowe i Ruszkowo ze zniesionej gminy Nasielsk w tymże powiecie. Dla gromady ustalono 26 członków gromadzkiej rady narodowej.
31 grudnia 1961 do gromady Pieścirogi Stare włączono obszary zniesionych gromad Cegielnia Psucka i Dębinki w tymże powiecie.
W latach 1970. jednostka funkcjonowała pod nazwą gromada Stare Pieścirogi.
Gromada przetrwała do końca 1972 roku, czyli do kolejnej reformy gminnej.